# Clase Whiskey
La clase Whiskey (Proyecto 613, 640, 644 y 665) es una clase de submarinos de la Unión Soviética.  La denominación OTAN englobo a varios proyectos soviéticos. Con un total de 215 barcos construidos, es la clase de submarinos más numerosa en la Unión Soviética. Entraron en servicio con la marina soviética entre 1951 y 1958. Modificados en un gran número de variantes (incluida una civil) y utilizados para realizar múltiples pruebas para el desarrollo de nuevos sistemas de armas, permanecieron en servicio hasta 1993.

## Diseño
La necesidad de un nuevo submarino surgió en la marina soviética en 1943, cuando fue necesario reemplazar los modelos obsoletos en servicio ( Tipo-S Stalinets y Tipo Shch Shchuka). Inicialmente, los diseñadores se centraron en una versión mejorada del Tipe S, conocido como proyecto 608, que representaría a la nueva generación de submarinos soviéticos. Se esperaba que el nuevo submarino tuviera una serie de mejoras desarrolladas después de los sucesos de la guerra. En particular, la instalación de un sonar, copia de un modelo similar inglés tomaba gran relevancia.
Sin embargo, en septiembre de 1944 , en el Golfo de Finlandia, se recuperó el pecio del U-250, un U-Boat Tipo VII perteneciente a la Kriegsmarine. Los diseñadores soviéticos decidieron incorporar las soluciones técnicas utilizadas por los alemanes en sus barcos en el proyecto 608.
En 1945, tras el final de las hostilidades, los soviéticos capturaron una serie de submarinos alemanes tipo XXI, decididamente avanzados respecto a los submarinos del resto del mundo. Por lo tanto, decidieron revisar completamente el proyecto 608 (en el que todavía estaban trabajando) e incorporar las notables mejoras en un nuevo proyecto. Este proyecto tomó el nombre de 613 y se inició en 1948. El desarrollo comenzó el 15 de agosto de 1948 bajo por OKB Lazurit de Gorky bajo la dirección de J.J. Jewgrafow, que fue reemplazado en 1950 por S. A. Djeribin. El submarino fue construido en un diseño de doble casco y dividido internamente en siete comparimentos.
El nuevo submarino resultó ser decididamente más grande que el proyecto 608 anterior. Sin embargo, no se puede definir una copia soviética del Tipo XXI alemán (que en su lugar fueron los contemporáneos de la clase Zulú).
La construcción se llevó a cabo en el astillero Krasnoye Sormovo en Nizni Novgorod. Aquí se botó, en 1950, la primera unidad, que fue remolcado hasta Bakú. Entró en servicio el año siguiente. En total, cuatro sitios de construcción participaron en el programa. La Unión Soviética construyó un total de 236 o 215, las fuentes varían. Unas dan un total de 236 construidos. Sin embargo el vicealmirante Burov, jefe del Instituto de Construcción Naval del Ministerio de Defensa soviético desde 1969 hasta 1983, confirma 215. Parece que la discrepancia se debe a como se computan los 21 barcos ensambladas en China con partes construidas en la Unión Soviética, si se incluyen o no con los soviéticos. Los barcos endsamblados en China se les conoce como Tipo 03.
| Astillero             | Ubicación           | Primera entrega | Unidades construidas |
| --------------------- | ------------------- | --------------- | -------------------- |
| Krasnoye Sormovo      | Nizni Novgorod      | 1950            | 146                  |
| Nosenko               | Nikolayev           | 1951            | 65                   |
| Rio Amur              | Komsomolsk-na-Amure | 1954            | 11                   |
| Astillero del Báltico | Leningrado          | 1955            | 14                   |

| Año   | Gorkiy | Nikolayev | Báltico | Komsomolsk | Total |
| ----- | ------ | --------- | ------- | ---------- | ----- |
| 1951  | 1      | –         | –       | –          | 1     |
| 1952  | 4      | 5         | –       | –          | 9     |
| 1953  | 19     | 11        | –       | –          | 30    |
| 1954  | 29     | 14        | –       | 1          | 44    |
| 1955  | 37     | 18        | 8       | 4          | 67    |
| 1956  | 26     | 15        | 4       | 4          | 49    |
| 1957  | –      | 9         | 3       | 2          | 14    |
| 1958  | –      | –         | 1       | –          | 1     |
| Total | 116    | 72        | 16      | 11         | 215   |

De todas forma esta es la clase de submarinos más numerosa jamás construida por un solo país en tiempos de paz, y la segunda en términos absolutos (los submarinos alemanes Tipo VII siguen siendo los más construidos).
Los planes de la Marina soviética involucraron la construcción de 340 unidades. Sin embargo, debido al desarrollo de tecnologías de propulsión nuclear, el programa del proyecto 613 no se completó. De hecho, parece que la construcción real se interrumpió a partir de 1953, y que los submarinos posteriores se ensamblaron utilizando componentes ya fabricados.
La clase de Whisky, originalmente, habían sido diseñada como submarinos de ataque. Sin embargo, a partir de 1956, algunas unidades comenzaron a equiparse con misiles antiaéreos. Además, a mediados de los años sesenta, se decidió convertir todos los modelos construidos a una nueva versión (Whisky V). Sin embargo, esta conversión al final solo afectaba a unos sesenta ejemplares. Los otros fueron modificados para los usos más diversos, no solo militares.

## Técnica
Las clases de Whisky se debieron mucho a la tecnología submarina desarrollada por Alemania durante la Segunda Guerra Mundial, en particular la relacionada con el U-Boote Type XXI. Sin embargo, estos eran buques más pequeños con un rendimiento inferior, adecuados para misiones de vigilancia costera. Sin embargo, fue un paso definitivo en comparación con las anteriores clases de submarinos soviéticos. En particular, el proyecto 613 tenía doble casco. El interior, presurizado, tenía un diámetro entre 4,6 y 4,8 metros, y estaba dividido en siete compartimentos. La capacidad de combustible era de 120 toneladas.
La propulsión fue asegurada por dos hélices, cada una impulsada por su propio motor. Además, cada hélice también tenía otros dos motores: uno eléctrico y otro para propulsión silenciosa. Este último fue montado en superficies que absorben el sonido .
El armamento incluye seis tubos de torpedo 533 mm: cuatro en proa y dos de popa. Además, también se proporcionaron armas antiaéreas para la protección contra aeronaves antisubmarinas (aunque este equipo varió según la versión).
Cabe señalar que estos datos se refieren únicamente al proyecto 613. Para las versiones modificadas es posible encontrar características notablemente diferentes.

## Versiones
La clase Whisky, construidas en grandes cantidades, primero se actualizaron como submarinos de ataque y luego se modificaron para los usos más dispares, también para realizar tareas civiles. El papel desempeñado por estos medios para experimentar con nuevos sistemas de armas navales fue muy importante.

### Versiones de patrulla

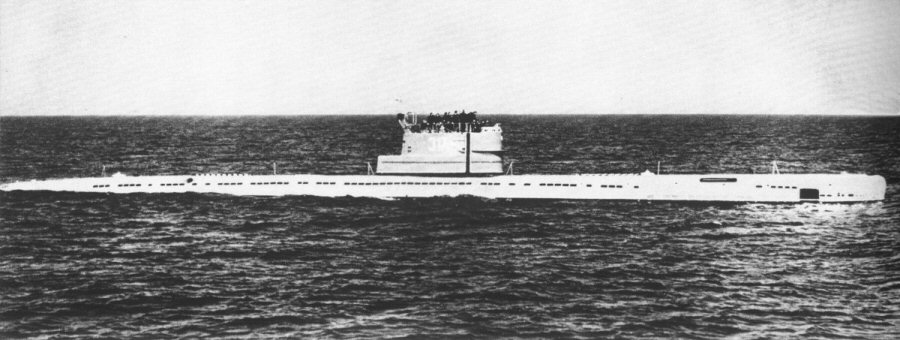
Un submarino de la clase Whiskey en una misión de patrulla.

De los 236 submarinos construidos de la clase Whiskey, 215 fueron para la Marina Soviética. Aunque originalmente fueron concebidos como submarinos costeros de patrulla, pronto adquirieron la misión de submarinos oceánicos. Estas variantes eran conocidas en Occidente como Whiskey I, II, II, IV y V y en la URSS como Proyecto 613:
- Whiskey I: Primera variante de producción. Estaba equipada con 2 cañones de 25 mm en el cono de la vela.
- Whiskey II: Versión con 2 cañones de 75 mm añadidos a los ya existentes de 25 mm
- Whiskey III: Esta versión se caracteriza por la ausencia de cañones (que han sido eliminados). Sin embargo, las plataformas de artillería se habían mantenido.
- Whiskey IV: Whiskey I equipado con snorkel. Versión caracterizada por la presencia de una separación doble de 25 mm situada frente a la torre de control. Además, se agregó el snorkel en todos los ejemplares.
- Whiskey V: Whiskey III caracterizado por la presencia de snorkels y la ausencia de artillería antiaérea. Externamente, además, se distinguió por la torre falsa muy perfilada y algunas modificaciones en el casco. Esta es la variante final en comparación con la versión básica, que entró en servicio a mediados de los años sesenta. Inicialmente, se decidió convertir todos los especímenes a esta norma. Más tarde, sin embargo, solo unos sesenta fueron modificados. Los otros barcos fueron asignados a la reserva, oa otras tareas.

### Versiones armadas con misiles

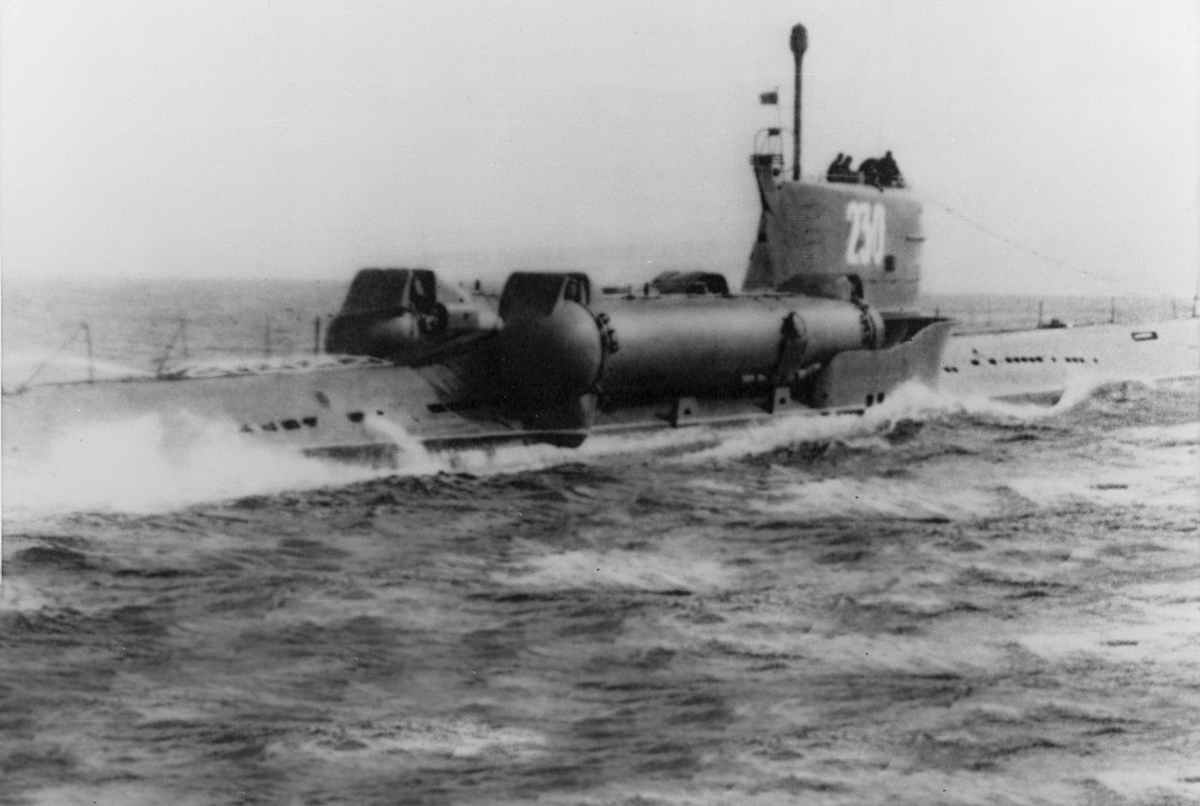
Un submarino Whiskey Twin Cylinder.

A partir de 1956, la marina soviética decidió experimentar con la instalación de misiles antibuque en submarinos. Algunas clases de Whisky fueron modificadas a este respecto para transportar misiles de crucero SS-N-3 ''Shaddock''. La OTAN identificó tres versiones.

Un submarino Whiskey Twin Cylinder.

- Whiskey Single Cylinder: un nombre conocido en Occidente de una unidad modificada en 1956 con la instalación de un misil antibuque Shaddock SS-N-3. El misil estaba colocado en un contenedor grande, situado sobre el casco a popa de la vela. El nombre en clave de la OTAN se debe precisamente a la apariencia estética del submarino. En la Unión Soviética probablemente se identificó con los nombres de proyecto EP613 o proyecto P613.

- Whisky Twin-Cylinder: esta es la variante con dos misiles SS-N-3, construidos en seis unidades que entraron en servicio entre 1958 y 1960. También en este caso, los misiles se colocaron dos contenedores situados sobre la cubierta a popa de la vela. El prototipo fue llamado proyecto 640U en la URSS,[3] y la versión básica fue conocida como proyecto 644. De esta versión, se hicieron otras tres subversiones, que en la práctica diferían según la versión de SS-N-3 (llamada P-5 en la Unión Soviética) embarcada: proyecto 644D (misil P-5D), proyecto 644U (con misil mejorado) proyecto 644.7 (misil P-7 , que tenía un sistema de guiado mejorado). Las características técnicas fueron muy similares a las de la versión básica: 1.070 toneladas en superficie y 1.360 en inmersión. El tamaño y el rendimiento fueron los mismos, mientras que la tripulación (56 marinoos) fue ligeramente mayor.

Un submarino Whiskey_Long_Bin.

- Whiskey Long-Bin: esta es la variante de misiles armados más pesada realizada en esta clase. En detalle, los Long Bins podían llevar hasta cuatro Shaddocks SS-N-3, que estaban dispuestos en un alargamiento del falsa vela. Sin embargo, esta modificación del casco originó un flujo de agua alrededor de los accesorios de misiles muy ruidoso.[6] y problemas de estabilidad debido a la elevación del centro de gravedad de la embarcación. Llamado proyecto 665 en la Unión Soviética,[3] seis fueron construidos entre 1960 y 1963. Estas embarcaciones se caracterizaron por una longitud de 83,8 metros y un desplazamiento de 1.200 toneladas en superficie y 1.500 en inmersión. La velocidad fue menor (13.5 nudos en la superficie, 8 bajo el agua) y la tripulación ascendió a 60 marinos.

Todos fueron retirados pronto del servicio. Cuatro se convirtieron en botes de piquete de radar del Proyecto 640 (llamado Whiskey Canvas Bag). Y dos se convirtieron para propósitos de 'investigación pesquera' y 'investigación oceanográfica'. 
En la Armada soviética, las variantes de patrulla de esta clase fueron reemplazadas por la clase Romeo. Las variantes de misiles guiados fueron reemplazadas por la clase Juliett.

### Otras versiones
Como se mencionó anteriormente, se hicieron numerosos modificaciones a los barcos de la clase Whisky. De estas versiones, solo una recibió un nombre de código de la OTAN. En detalle, esta es la conversión de Whiskey Canvas Bag, de 4 a 6 unidades (las fuentes no están de acuerdo) modificada como "piquete de radar" (literalmente: piquetes de radar ) y utilizada en la función de alerta de radar para vigilancia y prevención contra ataques sorpresa equipados con un sistema de búsqueda aérea Boat Sail, fueron nombrados por la OTAN debido a la forma de la gran caja que se colocó en el radar cuando no estaba en uso. En la Unión Soviética, eran conocidos como el proyecto 640.(versión básica) y proyecto 640T (versión de comunicación). Y dos barcos más convertidos en los años cincuenta para la investigación civil. Estos dos especímenes, llamados Serveryanka y Slavyanka, fueron desarmados y equipados con laboratorios para la investigación oceanográfica y pesquera. El primer crucero oceánico tuvo lugar en diciembre de 1958. De estas dos conversiones no hay nombres en el código de la OTAN y se desconocen los números de los proyectos. Se supone que son la modificación de los Whiskey Long-Bin
Otras modificaciones se referían a un espécimen de Whisky V que estaba equipado para el transporte de buzos con la instalación de una escotilla frente a la vela.
Además, numerosos barcos fueron modificados para ser utilizados como plataformas para la experimentación y el desarrollo de nuevos sistemas de armas y sonar. Los cambios bastante extensos involucraron varias superestructuras, tubos de torpedo de mayor diámetro e ingeniería de planta. La siguiente lista enumera los diversos números de proyecto de la clase Whiskey, con las modificaciones relacionadas.
- Proyecto 613e : equipado con 400 kg de aire comprimido .
- Proyecto 613A : modificado para probar el misil Amatista P-20L , una versión sublime del Starbright SS-N-7 .
- Proyecto 613B : recarga de combustible submarino para el avión Beriev Be-10 .
- Proyecto 613C : barco de prueba no identificado.
- Proyecto 613D4 : modificado para probar el misil serbio SS-N-5 .
- Proyecto 613D5 : modificado para pruebas de misiles serbios SS-N-6 .
- Proyecto 613D7 : barco de prueba para experimentos relacionados con el sistema de lanzamiento D-7.
- Proyecto 613AD : otra versión modificada para las pruebas de misiles SS-N-7.
- Proyecto 613m: Análisis de barco para la prueba de baterías de plata y zinc .
- Proyecto 613S : versión rescate.
- Proyecto 613Sh : versión equipada con un nuevo sistema de sonar, adecuado para la navegación bajo el hielo .
- Proyecto 613RB : proyecto de un "Whisky SSBN " dejado en la tarjeta. Debería haber sido equipado con misiles SS-N-5 serbios .
- Proyecto 613Kh : versión modificada para pruebas de misiles Kickback AS-16 ( Kh-15 en Rusia ). El dispositivo fue colocado dentro de un solo cilindro.
- Proyecto 613RV : lancha para pruebas de torpedo.
- Proyecto 613Ts : submarino objetivo.
- Proyecto 3P613 : versión de prueba no identificada.
- Proyecto V613 : versión para la versión naval del SS-1 Scud ( R-11FM en la Unión Soviética )
- Proyecto 666 : versión de rescate.

## Uso operativo
En 1946 , la inteligencia de los Estados Unidos estimó que la marina soviética tenía la intención de poner en servicio cerca de 300 copias del Tipo XXI alemán en 1950. Sólo en 1949 -1950, sin embargo, comenzó a entrar en servicio en el primer submarino de la postguerra soviético: las clases Whisky y Zulú. En comparación con los Zulúes, los Whiskies eran más pequeños y tenían un rendimiento más bajo, tanto en términos de capacidad de combate como de autonomía. En la práctica, se utilizaron solo para la defensa y la patrulla de las costas soviéticas, o para operaciones en Europa, pero no tenían capacidades oceánicas reales. La versión soviética real del Tipo XXI estaba representada por la clase Zulú.
En general, se trataba de submarinos decididamente más refinados y versátiles que los modelos anteriores, dado que la profundidad operativa era mayor y eran mucho más silenciosos. Además, el sistema de sonar a bordo era bastante sofisticado por el momento. La versión del misil, entonces, proporcionó a la marina soviética una capacidad naval que nunca había tenido. Las mismas soluciones técnicas adoptadas en los Whiskeys fueron tomadas por las clases subsiguientes de SSG y SSGN de la marina soviética.
Los objetivos típicos del proyecto 613 eran encontrar y hundir barcos enemigos, tanto mercantes como de guerra. La misión de las versiones de lanzadores era la misma, con la única diferencia de que sus objetivos prioritarios eran los portaaviones.
Las clases de Whisky entraron en servicio en grandes cantidades, pero pronto fueron superadas por los avances en tecnología naval. De hecho, se trataba de barcos extremadamente ruidosos, en particular para algunas soluciones técnicas adoptadas con la forma del casco, que habían sido tomadas de Tipo XXI. Además, las versiones de misiles eran aún más ruidosas debido a la enorme cantidad de agua que se movía por los contenedores de misiles (que eran grandes). La maniobrabilidad general también sufrió significativamente. También se debe considerar que los misiles solo se podrían lanzar en la emergencia. Los whiskies también eran muy vulnerables a los ataques aéreos.
En 1961 se perdió por un accidente el S-80. En la segunda mitad de los años sesenta, los Whiskeys operativos eran solo aquellos que se habían convertido a la versión Whisky V (unas sesenta unidades). Los otros estaban destinados a la reserva, o para otros usos. En el papel de los submarinos de ataque, en la práctica, fueron reemplazados por la clase Romeo más moderna. Las versiones de misles fueron reemplazadas progresivamente por la clase Juliett más efectiva.
En 1980, todavía existían 130 barcos, de los cuales unos sesenta estaban operativos. En 1981 se perdió el S-178 por un colisión accidental contra otro buque. En 1982, el número total de barcos era de 60 unidades. En 1992, la marina de guerra rusa todavía poseía 18 unidades, todas las cuales fueron retiradas definitivamente el año siguiente.

## Operadores

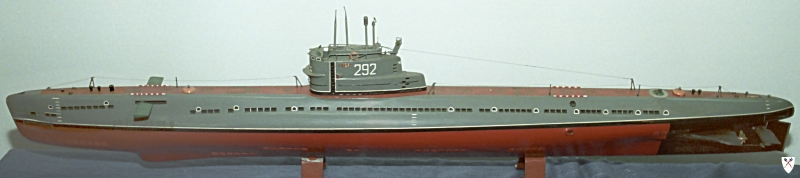
Maqueta del ORP Orzel, un Whiskey en servicio con la armada polaca.

- Unión Soviética: 215 ejemplares. Los supervivientes pasaron al control de Rusia
- Rusia: Los 60 ejemplares (45 en servicio y 15 en reserva) que quedaron tras la disolución de la URSS fueron retirados en 1993
- China: 5 barcos más otros 21 construidos bajo licencia como Tipo 03.
- Albania: 4 barcos, todos retirados
- Bulgaria: 2 ejemplares. Actualmente todos están retirados
- Corea del Norte: 4 barcos. En servicio limitado
- Egipto: 7 ejemplares, todos fuera de servicio en la actualidad
- Indonesia: 12 barcos y 2 como fuentes de repuesto. Todos fuera de servicio
- Polonia: 4 ejemplares. Estuvieron en servicio de 1962 a 1983